# Thomas Brisbane

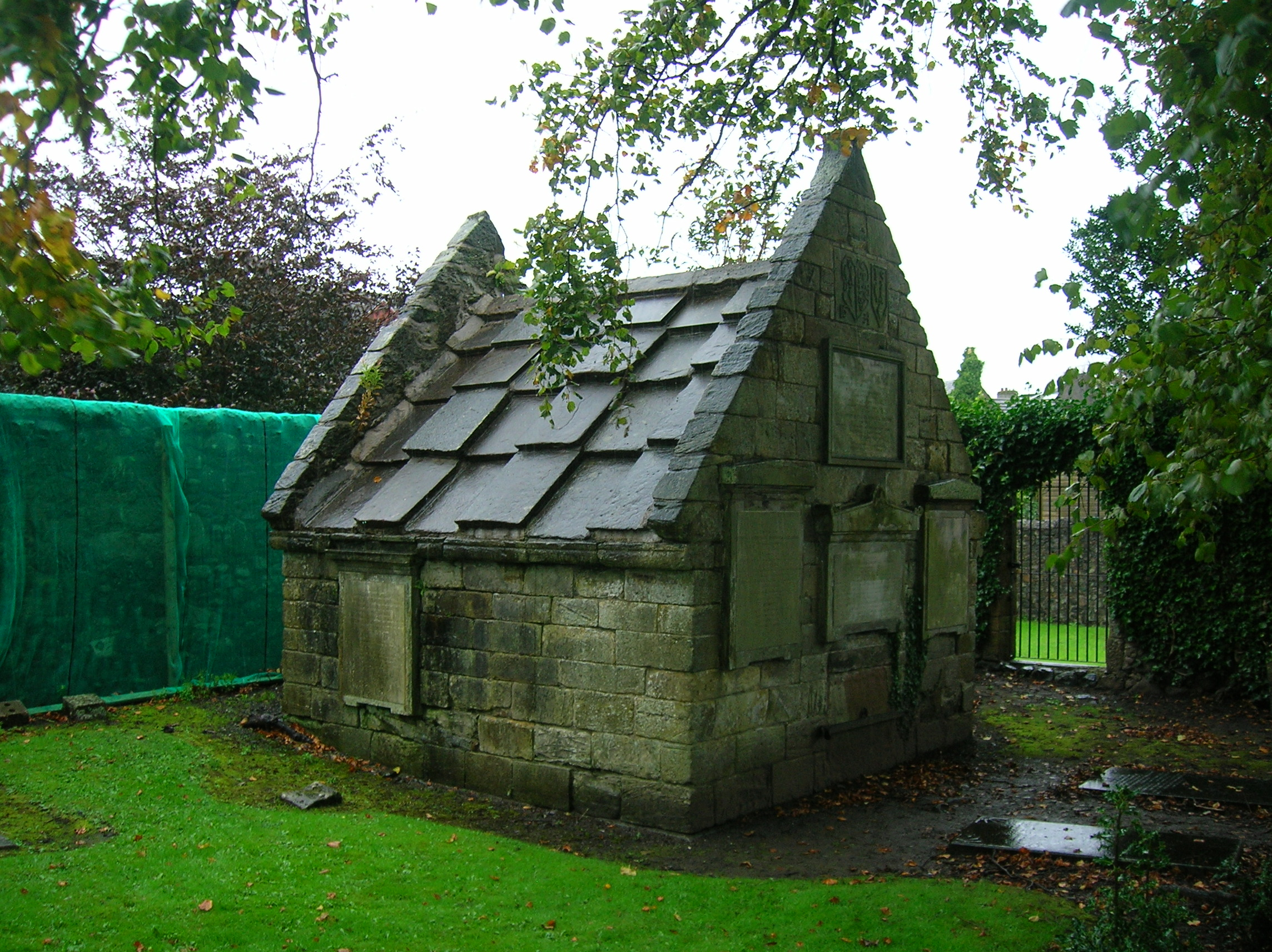
Grobowiec rodzinny Brisbane’ów (w tym Thomasa) na terenie ich dawnej posiadłości w Largs w hrabstwie North Ayrshire

Thomas Brisbane (ur. 23 lipca 1773 w Largs, zm. 27 stycznia 1860 w Largs) – brytyjski żołnierz, astronom i administrator kolonialny, w latach 1821–1825 gubernator Nowej Południowej Walii. Od jego nazwiska pochodzi nazwa australijskiego miasta Brisbane.

## Życiorys

### Pochodzenie i kariera wojskowa
Pochodził z dobrze sytuowanej szkockiej rodziny, ukończył studia w zakresie matematyki i astronomii na Uniwersytecie Edynburskim. Mimo tak gruntownego wykształcenia nie podjął kariery naukowej, lecz wstąpił do armii. Służył we Flandrii, na Karaibach, w Hiszpanii i Ameryce Północnej. Brał udział w wielu bitwach wojen napoleońskich w Hiszpanii i Portugalii, później był dowódcą brygady podczas wojny brytyjsko-amerykańskiej. Opuścił wojsko w stopniu generała majora.

### Administrator kolonialny
W roku 1821, za sprawą rekomendacji swego byłego przełożonego z wojska, księcia Wellingtona, został mianowany gubernatorem Nowej Południowej Walii, obejmującej wówczas całość kontrolowanych przez koronę brytyjską terytoriów na kontynencie australijskim. Zastąpił w tej roli Lachlana Macquarie, którego jedenastoletnie rządy przyniosły znaczne zwiększenie roli ludzi wolnych w kolonii mającej pierwotnie charakter wyłącznie karny, ale z drugiej strony wzbudzały wiele kontrowersji ze względu na oskarżenia o dyktatorski styl rządów i faworyzowanie byłych skazańców, w większości ułaskawionych przez gubernatora, kosztem wolnych osadników.
Brisbane zreformował system nadań ziemskich w kolonii, m.in. wprowadzając zasadę, iż na każde 100 akrów ziemi jej właściciel będzie otrzymywać bezpłatnie jednego ze skazańców, którzy musieli pracować na tak powstałych farmach na zasadach praktycznie niewolniczych. W 1823 roku wysłał misję eksploracyjną, pod dowództwem porucznika Johna Oxleya, której celem było znalezienie oddalonego miejsca, gdzie można by izolować najgorszych recydywistów, nie poddających się resocjalizacji. Oxley znalazł takie miejsce nad Zatoką Moreton, w punkcie gdzie uchodziła do niej pewna nienazwana dotąd duża rzeka. Na podstawie rekomendacji porucznika założono tam nową kolonię karną, początkowo politycznie podporządkowaną władzom Nowej Południowej Walii. Zarówno osiedle, jak i rzeka, zostały nazwane Brisbane na cześć gubernatora. W 1824 roku zniósł także wszelką cenzurę ukazującej się w kolonii prasy.
Sam Brisbane opuścił Australię w grudniu 1825 roku po tym, jak minister kolonii, lord Bathurst, postanowił rozwiązać nabrzmiały konflikt między gubernatorem a sekretarzem kolonii (drugim najwyższym urzędnikiem w jej władzach) poprzez odwołanie obu do kraju.

### Astronomia i późniejsze życie
Brisbane przez całe życie interesował się astronomią, którą skończył na uniwersytecie, i choć nie utrzymywał się z niej, aktywnie prowadził obserwacje i prowadził profesjonalny zapis ich wyników. W 1808 roku stworzył swoje pierwsze obserwatorium astronomiczne, położone na terenie jego dóbr rodowych w Szkocji. Gdy został mianowany gubernatorem, zabrał ze sobą do Australii sprzęt astronomiczny oraz dwóch badaczy: Niemca Carla Ludwiga Christiana Rümkera i Szkota Jamesa Dunlopa. Z ich pomocą w 1822 roku otworzył w Parramacie pierwsze w Australii profesjonalne obserwatorium astronomiczne, finansowane z jego własnych środków i będące początkowo jego prywatną własnością (dopiero później zostało sprzedane władzom kolonii). Australijski historyk John Rickard uważa, iż chęć prowadzenia obserwacji na słabo zbadanej dotąd części nieba była najbardziej prawdopodobną przyczyną, dla której Brisbane zaczął w ogóle ubiegać się o stanowisko w Australii.
Astronomia stała się głównym zajęciem Brisbane’a po powrocie do Szkocji, gdzie osiadł w rodzinnych włościach i dodał do swego nazwiska szkockie „Makdougall”, będące panieńskim nazwiskiem jego żony Anny, z którą miał czworo dzieci. W 1832 roku Brisbane został wybrany przewodniczącym Royal Society of Edinburgh (pełniącego rolę szkockiej akademii nauk), zastępując na tym stanowisku pisarza Waltera Scotta. Cztery lata później otrzymał najniższy dziedziczny tytuł szlachecki, baroneta. W 1835 roku wydał swoje najważniejsze dzieło naukowe, The Brisbane Catalogue, w którym opisał ponad 7 tysięcy obiektów astronomicznych zaobserwowanych podczas pobytu w Australii.
Zmarł w swojej szkockiej posiadłości w styczniu 1860 roku, przeżywszy 86 lat.

## Nagrody i wyróżnienia
W 1810 został członkiem Royal Society.
Był laureatem wielu prestiżowych wyróżnień naukowych, m.in. doktoratów honoris causa University of Oxford i University of Cambridge. W 1828 otrzymał Złoty Medal Królewskiego Towarzystwa Astronomicznego. Dwukrotnie otrzymał także Order Łaźni (najpierw klasy Rycerz Komandor, a później najwyższej klasy Rycerz Komandor Wielkiego Krzyża).
W uznaniu jego zasług nazwę Brisbane otrzymał jeden z kraterów na Księżycu.